# Coprosma tahitensis
Coprosma tahitensis är en måreväxtart som beskrevs av Asa Gray. Coprosma tahitensis ingår i släktet Coprosma och familjen måreväxter. IUCN kategoriserar arten globalt som livskraftig. Inga underarter finns listade i Catalogue of Life.